# Cyrano de Bergerac (film fra 1923)
Cyrano de Bergerac er en fransk-italiensk stumfilm fra 1923 instrueret af Augusto Genina.

## Medvirkende
- Pierre Magnier som Cirano di Bergerac
- Linda Moglia som Roxana
- Angelo Ferrari som Christian de Neuvillette
- Maurice Schutz som Le Bret
- Alex Bernard som Ragueneau
- Umberto Casilini som Guiche